# Esposizione internazionale del Niente
L'Esposizione internazionale del Niente (Manifesto against Nothing for the International Exposition of Nothing) è un movimento concettuale, culturale, artistico e musicale italiano iniziato dall'inizio del XX secolo basato sulla rappresentazione del vuoto e dell'Invisibile, concettualizzato in molteplici declinazioni, spesso molto differenti tra loro.
Nato in gran parte come un fenomeno italiano, basato sul nulla, sul vuoto, sull'Invisibile, la pubblicazione del manifesto dell'Esposizione Internazionale del Nulla è stata una caratteristica istitutiva del movimento artistico invisibile guidato da Piero Manzoni.

## Storia
L'Esposizione Internazionale del Nulla è una mostra ideata nel 1960 da un gruppo di artisti tra cui Piero Manzoni., Enrico Castellani, Carl Laszlo, Heinz Mack, in cui era rappresentata una mostra di opere Invisibili. La mostra sarà poi riproposta un anno dopo nei Paesi Bassi.
Nel 2015, la mostra si tiene ancora una volta a Milano in collaborazione con la Fondazione Manzoni, che esporrà anche l'originale "Manifesto" dell'epoca, pubblicato a Basilea nel 1960.

## Concetti dell'invisibile
I collezionisti, massima espressione dei feticisti, non acquisteranno mai veramente l'opera, ma lo strumento che le permette di diventarlo, e che rimane una testimonianza costante (il feticcio stesso, quindi) che la verità non ti fa mai possederlo veramente.
La scomparsa dell'opera, la sua evacuazione anche come oggetto dopo essere stata sottratta come “opera”, come artefatto esposto, è il passaggio sintetizzato tra la scelta di “Zero” e la scelta di “Nul”. “Moi aussi je suis contraire au titre “ ‘Zero’ ”. " 'Nul' " est beaucoup mieux. […] W NUL”.
Manzoni scrive a Henk Peeters, che sta organizzando la mostra, che inaugurerà il 9 marzo 1962 allo Stedelijk Museum di Amsterdam. L'abbandono del punto di partenza è l'abbandono del progetto, il passo dopo passo della scelta costruttiva, che, anche se senza intenzioni e dichiarazioni, diventa prova solo dell'esistenza. L'idea di "Zero" è stata teoricamente prevista nel 1960 dalla stesura del "Manifesto contro il Nulla per l'Esposizione Internazionale del Nulla", firmato a Basilea da Manzoni con Brock Base, Enrico Castellani, Rolf Fenkart, Carl Laszlo, Mack, Onorio, Piene e Herbert Schuldt, in cui si dice che: “La tela non vale la tela. La scultura vale quasi quanto nessuna scultura. Una macchina è bella quasi quanto nessuna macchina. La musica è piacevole quasi quanto nessun rumore. Nessun mercato dell'arte è fruttuoso come il mercato dell'arte. Qualcosa è quasi niente (niente).

## L'eredità dell'invisibile
L'esposizione dell'invisibile è una sorta di "non esposizione" in modo chiave Dada, promossa dal direttore della rivista “Panderma” Carl Laszlo, che lascia traccia nel Manifesto contro il nulla per l'Esposizione Internazionale del Nulla', edito a Basilea: Vendita di nulla, numerato e firmato. Il listino prezzi è a disposizione del pubblico. Nessuno interverrà all'inaugurazione. Nulla è riprodotto su questo catalogo. I firmatari sono Laszlo, Manzoni, Castellani, Rolf Fenkart, Mack, Piene, Herbert Schuldt e altri.
La mostra del vuoto, in cui sono esposte opere invisibili, riprende i concetti di Yves Klein, Gino De Dominicis, e Marcel Duchamp e poi anche il concetto di pronto Ready-made di Andy Warhol, Salvatore Scarpitta, Jeff Koons e l'innovativo concetto dell'invisibilità di Salvatore Garau.

## Principali manifesti
- Alfred Jarry, Patafisica (1896)
- Marcel Duchamp
- Vanishing Point, Jean Baudrillard
- Souvenirs de James Joyce, Philippe Soupault
- Uberto Boccioni, lo spazio nel futurismo
- Alighiero Boetti, lo spazio nel futurismo
- Gino Severini, lo spazio nel futurismo
- Pensiero di Bergson, premio Nobel (1927)
- Esposizione internazionale del Niente, Milano, 1960
- International Exhibition of Nothing, Amsterdam, 1961
- Invisible: Art about the Unseen 1957-2012, Londra, 2012[7]
- Esposizione internazionale del Niente, Milano, 2015
- Buddha in contemplazione, Piazza della Scala, Milano, 2021
- Michelangelo Pistoletto, "We are fragments of the large mirror / Siamo frammenti del grande specchio" (2014) [8]

## Opere principali: "Quando l’arte è invisibile"
- Marcel Duchamp, Aria di Parigi (Airs de Paris, 1919)
- Marcel Duchamp, Fontana (1917), Ready-made
- Piero Manzoni, Corpo d'aria ("Body of Air", 1959-1960)
- Piero Manzoni, Fiato d'artista
- Piero Manzoni, Achrome (1957-1963), assenza di colore
- Yves Klein, Il vuoto (1958)
- Lucio Fontana, I tagli (1958)
- Gino De Dominicis, Cubo invisibile (1967), rappresentato da un quadrato disegnato per terra
- Salvatore Garau, I Am (2020), un semplice foglio di carta firmato dall’artista certifica l’esistenza
- Andy Warhol,  Invisible sculpture (1985)
- Jeff Koons, Vacuum Cleaner (1981), Ready-made, MOMA
- Jean-Michel Basquiat, Untitled (1981),
- Damien Hirst, Ping Pong[9]
- Jean-Michel Basquiat, Untitled (1981)
- Alighiero Boetti, MOMA
- David Hammons, Untitled Show
- Kerry James Marshall, A Portrait of the Artist as a Shadow of His Former Self (Invisible man) (1980)
- Kerry James Marshall, Two Invisible Men (Lost Portraits)(1985)
- Tania Bruguera, 10,148,451(2018)
- Robert Rauschenberg,  Erased de Kooning (1953)
- Hito Steyerl, How not to be seen a fucking didactic (2013)
- Jeppe Hein, Invisible Labyrinth (2005)